# 政和温泉

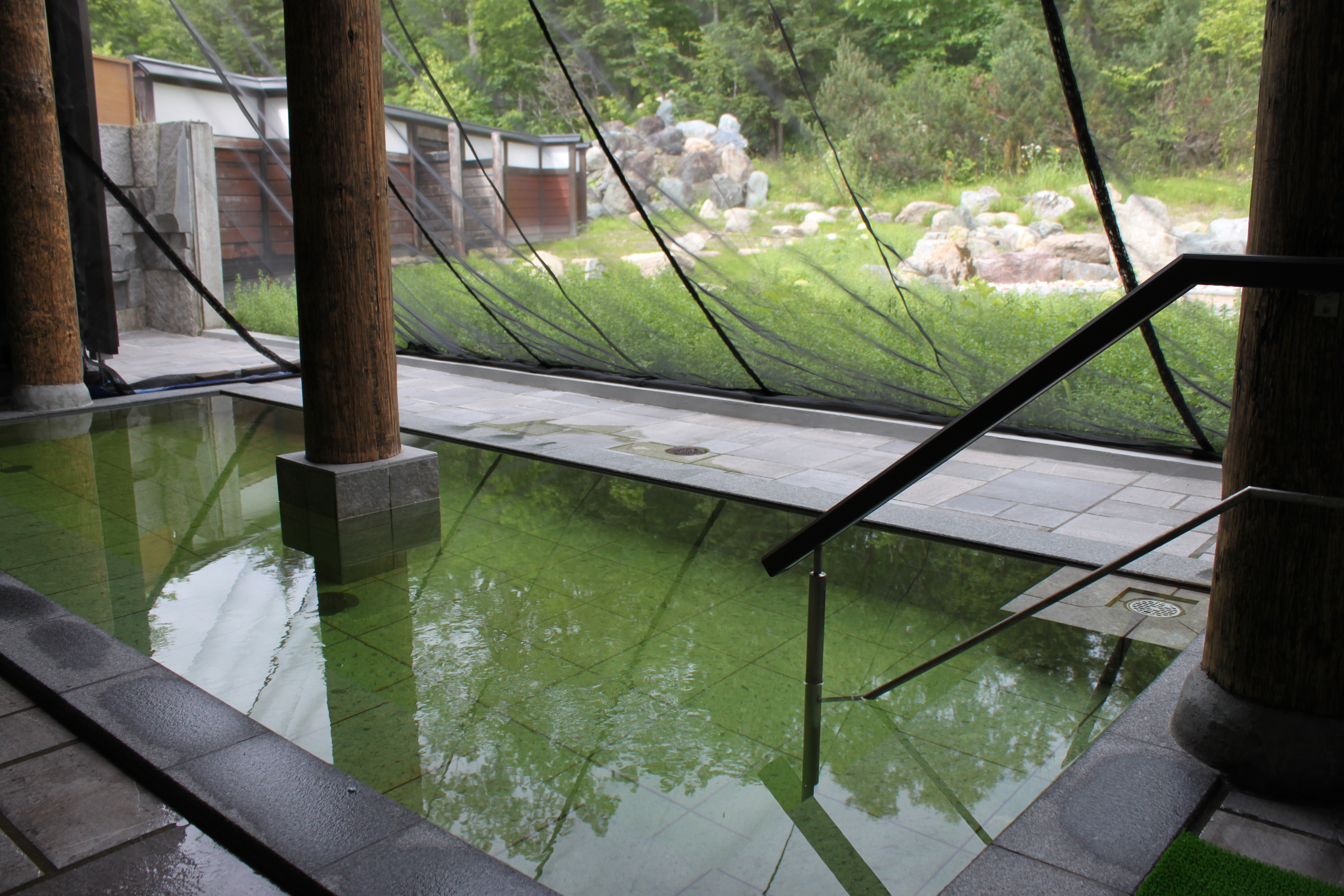
黄褐色の露天風呂

政和温泉（せいわおんせん）は、北海道雨竜郡幌加内町政和第一にある温泉。
現在は、道の駅森と湖の里ほろかない内の主要施設「幌加内せいわ温泉ルオント」が1軒のみ営業している。

## 泉質
- ナトリウム - 塩化物泉（中性低張性冷鉱泉）（旧泉質名：弱食塩泉）
  - 源泉温度 7.6℃、pH 6.4（中性）[1]
  - 湯色は湯の花により黄褐色を呈す。

## 温泉地
道の駅森と湖の里ほろかない内に、幌加内町民保養センター「せいわ温泉ルオント」があり、日帰り入浴、食事、バンガローの宿泊を扱っている。
内風呂は加温濾過循環式で湯色はほぼ透明、露天風呂は加温掛け流しで黄褐色を呈していたが、令和2年（2020年）のリニューアル後は、露天風呂も加温濾過循環式に変更。

## 歴史
かつては政和温泉駅前に温泉旅館があった。旅館は駅前にある一軒家で、利用客向けにジンギスカンが販売されており、腰にタオルを巻いただけの姿で食べることができた。駅の休止する冬期は温泉も営業を休止していた。
この旅館は1981年（昭和56年）5月に泉源が枯渇して休業、1986年（昭和61年）に建物を解体して廃業した。1994年（平成6年）幌加内町民保養センター「せいわ温泉 ルオント」が開業した。1998年（平成10年）道の駅として登録した。
2020年（令和2年）せいわ温泉ルオントをリニューアル。ロビーには無料で利用できる「足湯」を新設。浴場は男女露天風呂を改装し、新たに豪雪露天風呂を開設。こちらは冬季限定で楽しめる。また食事場所を「蕎麦ダイニング そばの里」としてリニューアルオープン。幌加内産のそば粉を使った手打ちそばを通年楽しめる。

## 交通
- 車：道央自動車道深川ICから約70km、1時間20分。
- バス：名寄駅、または深川駅からジェイ・アール北海道バス深名線で「ルオント前」下車。